# Vivian Fuchs
Sir Vivian Ernest Fuchs (Freshwater, Ilha de Wight, 11 de fevereiro de 1908 – 11 de novembro de 1999) foi um explorador e geólogo inglês.
De origem alemã, participou na expedição de 1929 à Gronelândia de James Wordie. Em 1934 dirigiu uma expedição ao lago Turkana com a intenção de avaliar a sua exploração geológica, arqueológica e paleontológica. A partir de 1947 foi geólogo na British Antarctic Survey. Dirigiu também a Expedição Trans-Antártica da Commonwealth para celebrar o Ano Geofísico Internacional de 1957, que foi a primeira a cruzar a Antártica.
Foi ainda presidente da Royal Geographic Society.